# Río Grande (San Luis)
Río Grande es una localidad del departamento Coronel Pringles en la provincia de San Luis, en Argentina.
Se encuentra ubicada a 39 km de la capital provincial.

## Población
Cuenta con 155 habitantes (Indec, 2010), lo que representa un incremento del 6% frente a los 146 habitantes (Indec, 2001) del censo anterior. 
Forma un aglomerado urbano junto a la localidad de El Trapiche, siendo la población total de 1,355 habitantes (Indec, 2010). El aglomerado recibe el nombre de El Trapiche - Río Grande.
| Gráfica de evolución demográfica de Río Grande entre 1991 y 2010 |
|                                                                  |
| Fuente: Censos nacionales del INDEC                              |

- Datos: Q7386284